# 梅水晶

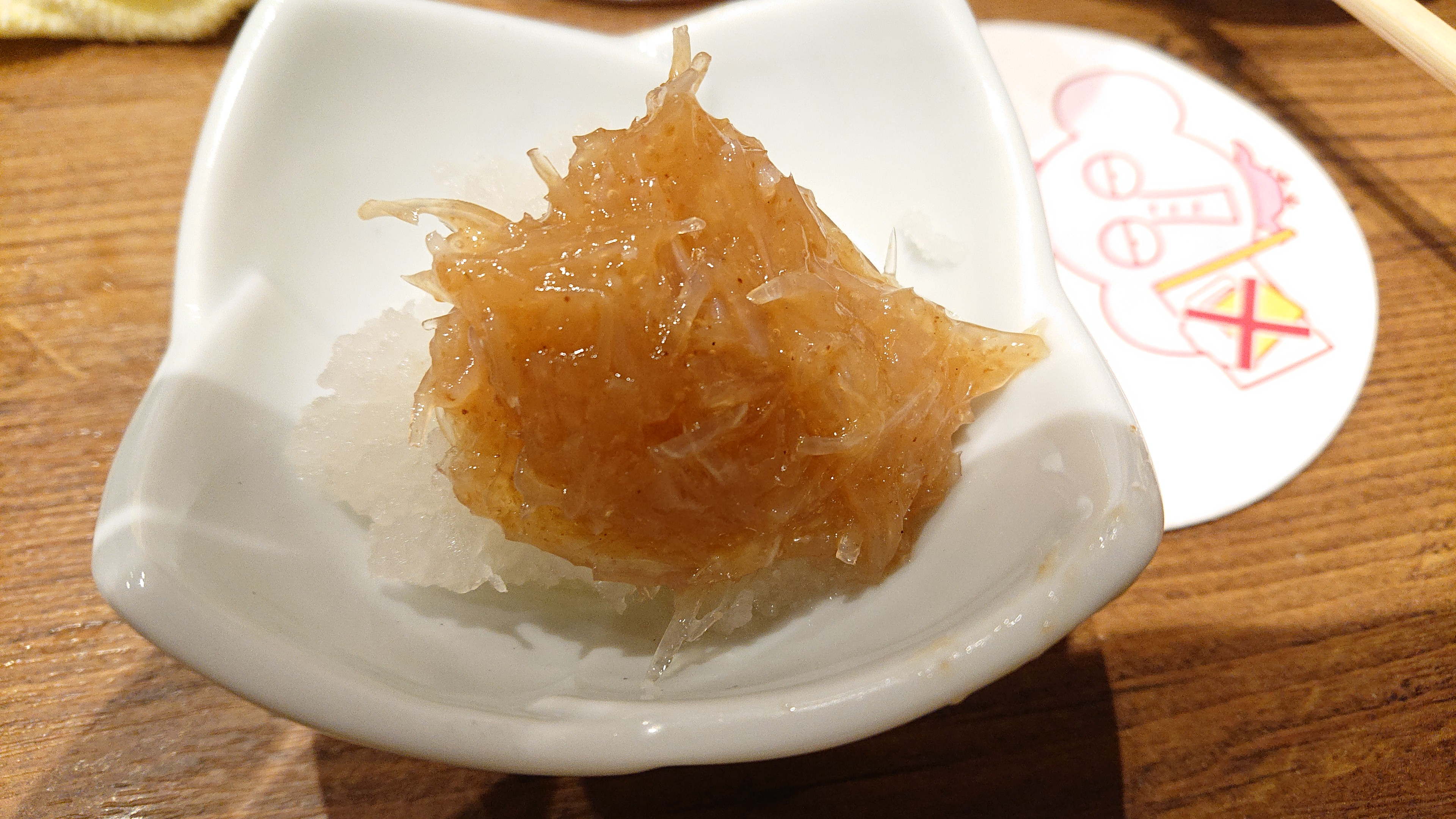
新時代金山2号店で提供された梅水晶（2022年3月5日）

梅水晶（うめすいしょう）は、日本の珍味の一種。細切りにしたサメの軟骨と梅肉を和えた料理で、日本酒や焼酎の肴として人気があり、居酒屋では大葉やキュウリなどと共に小鉢に盛られて一品料理として提供される他、細巻きのネタとして寿司にも用いられる。
サメの漁獲量では日本1位の宮城県気仙沼市が発祥地であるが、1990年ごろにサブ水産（大阪市）がトビコを加えるなどした製品を開発し、「元祖 梅水晶」の商品名で販売したのが始まりだとされる。透明なサメの軟骨が水晶に似ていることや、そこに梅肉を和えて薄いピンク色に染まった様子から名づけられたと言われる。
2019年放送の『タモリ倶楽部』の調べでは、20代の認知度は74.1%、40代以上では33.3%と若者への認知度が顕著に高い。
東日本大震災の影響でサメの漁獲量が激減したため、原料不足から希少性が高まった時期もある。これに伴い、サメの軟骨だけでなく、食感の似る鶏のヤゲン軟骨（ささみ肉の部位にある剣状突起の軟骨）を用いることもある。